# Stantonia inca
Stantonia inca är en stekelart som först beskrevs av Braet och Tignon 1998.  Stantonia inca ingår i släktet Stantonia och familjen bracksteklar. Inga underarter finns listade i Catalogue of Life.